# Aeschynomene pringlei
Aeschynomene pringlei är en ärtväxtart som beskrevs av Joseph Nelson Rose. Aeschynomene pringlei ingår i släktet Aeschynomene och familjen ärtväxter. Inga underarter finns listade i Catalogue of Life.